# Melanophthalma asiatica
Melanophthalma asiatica là một loài bọ cánh cứng trong họ Latridiidae. Loài này được Yablokhov-Khnzoryan miêu tả khoa học năm 1970.